# Rita Tornborg
Margaret (Rita) Tornborg, född Albihn 13 december 1926 i Johannesburg i Sydafrika, är en svensk författare och litteraturkritiker. Hon växte upp i Polen men hamnade 1943 i Sverige, där hon kom att stanna. Hon bokdebuterade 1970 och har därefter i romanform skrivit om invandrares och judars erfarenheter.

## Biografi
Rita Tornborg är dotter till affärsmannen Erik Knut Albihn och Wladyslawa Wolska. Paret träffades i Polen och flyttade till Sydafrika, där Rita föddes. När hon var fyra år skilde sig föräldrarna, och Rita flyttade med sin mor till Polen där hon växte upp.
1943 lämnade mor och dotter Polen och bosatte sig i Sverige. 1947 tog Rita studentexamen vid Polska gymnasiet i Stockholm. Därefter läste hon zoologi, geologi och kemi.
Rita Tornborg har arbetat som föreståndare för mykologiska laboratoriet vid Karolinska sjukhuset. Åren 1982–2012 var hon kulturskribent och litteraturrecensent på Svenska Dagbladet.

## Författarskap
Rita Tornborg debuterade 1970 med romanen Paukes gerilla. Ett viktigt tema i hennes författarskap är invandrares situation, ofta med rötter i Polen. Hemlösheten som följer med att förlora sitt modersmål är ett viktigt motiv.
Miljön är storstadens, ett samtida Stockholm. Personerna är ofta udda och präglade av minnen från ett krigsdrabbat Europa, när de möter den svenska vardagsverkligheten.
Tornborg är ofta upptagen av judiska motiv i sina romaner och har ett speciellt intresse för chassidismen. I romanerna Hansson och Goldman (1974), Fiedmans hus (1976) och Salomos namnsdag (1979) skildras judarnas liv som invandrare, i konflikt med svenskt likgiltig livsstil. Friedmans hus handlar om chassidiskt fromma judar i Lublin på 1800-talet och deras senare öden i Stockholm.
Hennes fem första romaner ser världen ur ett manligt perspektiv. Men med barndomsskildringen Systrarna från 1982 och Rosalie från 1991, böcker om flera generationers starka kvinnor som upplevt krig och hemlöshet, ändras perspektiv och med den en tematisk nyorientering.

## Priser och utmärkelser
- 1972 – Svenska Dagbladets litteraturpris
- 1976 – Aftonbladets litteraturpris
- 1976 – Albert Bonniers stipendiefond för yngre och nyare författare
- 1978 – Signe Ekblad-Eldhs pris
- 1981 – De Nios Stora Pris
- 1995 – Doblougska priset